# Most Viléma I. Dobyvatele
Most Viléma I. Dobyvatele, francouzsky pont Guillaume-le-Conquérant je silniční most přes Seinu ve francouzském městě Rouen (Seine-Maritime).
Stojí mezi mostem Jany z Arku a mostem Gustava Flauberta. Byl uveden do provozu roku 1970.
V noci je nasvícen modrým světlem.